# Sten Henrysson
Sten Henrysson, född 13 juni 1921 i Linköping, död 17 mars 1998 i Umeå var en svensk professor i pedagogik, först verksam vid Lärarhögskolan i Stockholm och därefter vid Umeå universitet åren 1968–1986.
Efter militärtjänstgöring och ett kortvarigt arbete inom fångvården inledde Henrysson 1943 sina akademiska studier vid den pedagogisk-psykologiska institutionen i Uppsala. Studievalet grundades på "negativa erfarenheter från det militära" – kring disciplin och motivation – och ett "intresse för brottsligheten och dess orsaker".
Måttligt imponerad av ämnet valde han efter två terminer att inrikta sig mot en Pol mag och kom att läsa 3 betyg i statistik för professor Herman Wold, vilket ledde till kontakt med området psykometri och därmed en möjlighet att fokusera på tillämpade mätfrågor och så kallad faktoranalys – inte minst under ett års studier i Edinburgh 1948.
Efter licentiatexamen i Uppsala 1950 tillbringade Henrysson läsåret 1951–1952 vid Chicagouniversitetet under professor Louis Leon Thurstone, en svenskättad pionjär inom faktoranalys och intelligenstester, men läste också filosofi för Rudolf Carnap. Därefter arbetade han som militärpsykolog inom marinen, som universitetslärare i pedagogik i Uppsala, och som statistiker vid Beredskapsnämnden för psykologiskt försvar, innan Torsten Husén lockade honom till den nystartade Lärarhögskolan i Stockholm, där Henrysson 1957 disputerade med avhandlingen Applicability of Factor Analysis in the Behavioural Sciences, och senare samma år anställdes som laborator.
Till Umeå universitet och Lärarhögskolan i Umeå kom han 1968, som det nyetablerade universitetets förste professor i praktisk pedagogik, med uppgift att bygga upp institutionens forskarutbildning och lägga grunden för forskning i ämnet. Så växte institutionen under hans ledning från ett tiotal anställda 1968 till ett sextiotal i början av 1980-talet – och en av de först anställda var en programmerare . Under sina 18 år vid institutionen handledde Henrysson ett 20-tal doktorander, bland dem Ingemar Wedman (se nedan) och Sigbrit Franke-Wikberg, som var en pionjär inom utvärderingsforskning innan hon övergick till en administrativ karriär och bland annat blev landets första kvinnliga universitetskansler.
Henrysson – som med visst fog betecknats som "högskoleprovens fader" – var den som startade den verksamhet som med tiden resulterade i att högskoleprovet etablerades som urvalsmetod för högskolestudier. Provet framställs sedan dess i huvudsak vid Umeå universitets enhet för betendevetenskapliga mätningar, där åtskilliga av hans studenter varit verksamma.
Sten Henrysson var också känd för sin humor och sitt informella ledarskap.
| ”                                                 | Som professor hade jag starka ambitioner i demokratisk riktning, men svårigheterna att genomföra dem tornade upp sig. Dels så drabbades Umeå av revolutionsvågen 1968 med överslag, enligt min mening, t ex med försök att införa stormötesdemokrati. Dels ledde universitetsreformerna till en stark tillväxt av byråkrati och förvaltningsstyre. Facket blev en maktfaktor. Jag hade hellre föredragit en mer informell modell för demokrati /.../. Ett annat problem är den växande tilltron till planering, som kännetecknar hela vårt samhälle. Planeringsideologin har enligt min mening inkräktat även på forskningen och gjort den ineffektiv och tungrodd. Min mer känslomässiga utgångspunkt är anarkistens. Jag anser att kärnan i universitetens liv måste vara de enskilda forskarna eller forskargrupperna. | „ |
| – Sten Henrysson: Mitt liv med forskningen (1988) | |   |

Sten Henrysson har tillsammans med litteraturvetaren Ulla Torpe döttrarna Mia Torpe och Tjia Torpe, och i ett senare äktenskap med Inger Nordström barnen Sara Henrysson Eidvall och Svante Henryson.

## Forskning
Henryssons forskning rörde främst testteoretiska och psykometriska frågor, prov och urval, betygs- och meritvärdering samt andra frågor kring studieresultat och yrkesframgång. Tillsammans med kollegan Ingemar Wedman var han en pionjär inom svensk forskning om betyg . Henrysson bidrog också till att bygga upp en ny plattform för pedagogisk utvärdering och utvärdering som forskningsområde. 
Som idrottsintresserad tog han också initiativ till forskning inom områden som skolidrott, motionsidrott och orientering, och bidrog därmed till att etablera idrottsområdet som samhällsvetenskapligt forskningsfält i Sverige, såväl vid Stockholms universitet, där Henryssons doktorand Lars-Magnus Engström 1975 lade fram landets första idrottspedagogiska avhandling, som vid Umeå universitet där det numera finns både idrottspedagogisk utbildning och en Idrottshögskola.
Efter pensioneringen, som professor emeritus, ägnade sig Henrysson mycket åt forskning om tornedalingars och samers skolhistoria samt prästernas roll i norrländskt samhällsliv före folkskolans införande, vilket resulterat i ett flertal böcker.

## Utmärkelser
- 1990 – "Certificate of Psychometric Distinction" vid Educational Testing Service i USA
- 1995 – Kunglig medalj i 8:e storleken i Serafimerordens band för Framstående vetenskapliga och samhälleliga insatser inom pedagogiken

## Publikationer i urval
- Henrysson, Sten; Wedman Ingemar (1977). Betygsutredningens förslag: några kritiska synpunkter. Pedagogisk debatt, Umeå, 0347-8947 ; 18. Umeå: Pedagogiska inst., Univ. Libris 8200892
- Henrysson, Sten (1981[1970]). Statistik för lärare. [Teori, metodik och praktik ; 1] (1. uppl., 3. tr. [i.e. 2. uppl., 8. tr.]). Lund: LiberLäromedel. Libris 8352108
- Henrysson, Sten; Lexelius Anders, Kriström Monika (1984). Meritvärdering och studieprognos: några undersökningar av antagningssystemets effekter. UHÄ-rapport, 0347-1330 ; 1984:23. Stockholm: UHÄ. Libris 465785
- Henrysson, Sten (1984). Prognos av framgång i högre studier, metoder och problem: en rapport inom projektet "Antagningssystemets effektivitet och prognosförmåga". Arbetsrapporter från Pedagogiska institutionen, Umeå universitet, 0281-6784 ; 12. Umeå. Libris 492709
- Henrysson, Sten (1986). Den svenska sameskolans historia. Arbetsrapporter från Pedagogiska institutionen, Umeå universitet, 0281-6784 ; 31. Umeå: Univ., Pedagogiska inst. Libris 598645
- Henrysson, Sten; Johansson Carl-Henry (1990). Prästerna och livet i lappmarken. Scriptum, 0284-3161 ; 23. Umeå: Forskningsarkivet, Umeå universitet. Libris 931109. http://urn.kb.se/resolve?urn=urn:nbn:se:umu:diva-33679
- Henrysson, Sten; Flodin Johnny (1992). Samernas skolgång: 1957 års nomadskoleutredning. Scriptum, 0284-3161 ; 36. Umeå: Forskningsarkivet, Umeå universitet. Libris 1461563. http://urn.kb.se/resolve?urn=urn:nbn:se:umu:diva-38508
- Henrysson, Sten; Flodin Johnny (1992). Samernas skolgång till 1956. Scriptum, 0284-3161 ; 35. Umeå: Forskningsarkivet, Umeå universitet. Libris 1441840. http://urn.kb.se/resolve?urn=urn:nbn:se:umu:diva-37884
- Henrysson, Sten; Alm Anita (1993). Samer, präster och skolmästare: ett kulturellt perspektiv på samernas och Övre Norrlands historia. Rapport / Centrum för arktisk forskning, Umeå universitet, 1104-9235 ; 23. Umeå: Centrum för arktisk forskning, Univ. Libris 1748539
- Henrysson, Sten (1994). Högskoleprovets historia: några bidrag. PM : pedagogiska mätningar, 1100-696X ; 91. Umeå: Univ. Libris 1936376
- Sten Henrysson & Ingemar Wedman (1995). ”Betygen och antagningen: en historik”. Urvalsmetoder (Stockholm : Fritze, 1995):  sid. 7-46. Libris 2134407